# Bahnhof Grünsfeld
Der Bahnhof Grünsfeld, betrieblich heute nur noch als Haltepunkt Grünsfeld geführt, ist die Bahnstation von Grünsfeld im Main-Tauber-Kreis in Baden-Württemberg. Sie liegt an der Bahnstrecke Osterburken–Würzburg-Heidingsfeld. Das im Jahre 1865 errichtete Empfangsgebäude des ehemaligen Bahnhofs befindet sich am Bahnhofsweg 4.

## Denkmalschutz
Das Bahnhofsempfangsgebäude steht unter Denkmalschutz. Es handelt sich um einen zweiflügeligen und zweigeschossigen Massivbau in Muschelkalk mit Rotsandsteingliederungen und Satteldach. Nördlich davon befindet sich noch ein Nebengebäude. Der ehemalige Bahnhof ist Teil der Sachgesamtheit Badische Odenwaldbahn.